# Quercus daimingshanensis
Espèce
Classification phylogénétique
Quercus daimingshanensis est une espèce d'arbres du sous-genre Cyclobalanopsis. L'espèce est présente en Chine.